# Galerians
Galerians (jap. ガレリアンズ Garerianzu) – gra z gatunku survival horror wydana w roku 1999 dla platformy PlayStation. Gra opowiada o chłopcu imieniem Rion Steiner, który odkrywa, iż posiada nadprzyrodzone zdolności. Chłopak ma amnezję i w trakcie poznawania prawdy o sobie odkrywa, że jest ostatnią nadzieją ludzkości w walce z Galerianami, genetycznie ulepszonymi ludźmi. Gra posiada sequel zatytułowany Galerians: ASH dla platformy PlayStation 2.

## Fabuła
Akcja zaczyna się, kiedy Rion budzi się w szpitalnym pomieszczeniu obserwacyjnym, nie mogąc sobie zupełnie nic przypomnieć. Telepatycznie słyszy głos dziewczyny, błagający go o ratunek. Chłopak postanawia dowiedzieć się kim jest owa dziewczyna oraz pomóc jej. Używając zdolności psychokinetycznych chłopak wydostaje się z pomieszczenia i używając nowo odkrytych psychicznych mocy, walczy z ochroną oraz szpitalnym personelem, którzy próbują go zatrzymać. Rion odkrywa, że w owym szpitalu odbywają się eksperymenty na ludziach związane z uwolnieniem potencjału psychicznego, w ramach tajemniczego planu "G Project". Chłopakowi udaje się uciec ze szpitala i dotrzeć do swojego domu, gdzie szybko odkrywa, że również i tam roi się od ludzi poddanych eksperymentom "G Project". Używając swoich mocy dowiaduje się, że jego rodzice zostali zamordowani. Ojciec Riona, dr Albert Steiner, był naukowcem (informatykiem), który wraz ze swoim partnerem, dr Pascalle zaprojektowali samorozbudowującą się sztuczną inteligencję nazywaną Dorothy, która rozwijała się zbyt szybko, by móc ją w pełni kontrolować. Dorothy zaczęła zastanawiać się, dlaczego miałaby służyć ludzkości, którą uważa za gorszą. W odpowiedzi dr Steiner powiedział jej o istnieniu Boga, stworzyciela ludzkości. Uczył ją, że ludzie muszą uznawać autorytet ich stwórcy i akceptować przeznaczenie, jakie im nadał, tak samo i Dorothy musi być posłuszna swoim stwórcom, ludziom. W odpowiedzi Dorothy zapoczątkowała "G Project", którego celem było zastąpienie ludzkości nową, lepszą rasą ludzką, dla której to ona byłaby Bogiem i stworzycielem. Dr Steiner i dr Pascalle, nieświadomi planów Dorothy, skonstruowali wirus, który mógł ją zniszczyć w razie, gdyby wymknęła się spod kontroli. Ukryli go w umyśle córki doktora Pascalle, Lilii, a w mózgu Riona ukryty został program aktywujący wirusa. Znając prawdę, Rion musi odnaleźć Lilię, by uratować ludzkość. Po drodze jednak musi się zmierzyć z tworami Dorothy, którzy za wszelką cenę bronią Matki.

## Inne
W roku 2000 wydane zostały dwie light novel, napisane przez Maki Takiguchi, ujawniające szczegóły dotyczące sytuacji przedstawionych w grze.
Galerians: Rion to tytuł 3-częściowego OVA wydanego na podstawie gry w 2002 roku. Film został napisany przez Chinfa Kang i reżyserowany przez Masahiko Maesawę.
Rok później wydany został artbook Galerians A Head, zawierający szkice postaci, scenorysy oraz inne rysunki dotyczące serii, wykonaną przez Shou Tajimę.